# Oeneis edwardsi
Oeneis edwardsi är en fjärilsart som beskrevs av Dos Passos 1949. Oeneis edwardsi ingår i släktet Oeneis och familjen praktfjärilar. Inga underarter finns listade i Catalogue of Life.